# هضبة الجيزة
موطن آخر عجائب العالم الباقية، أهرامات الجيزة أشهر معالم مصر الفرعونية على الإطلاق. وتقع مباشرة خارج حدود القاهرة. وتعتبر الهضبة جزءاً من الحدود الشرقية للصحراء الغربية ، وتشرق علي الوادي الخصب لنهر النيل لمنطقة الجيزة في مواجهة كل من منطقة السهل الفيضي وجزيرة الدهب لنهر النيل ودلتا وادي دجلة والسفح الجنوبي الغربي لهضبة المقطم.

## المساحة والحدود
تبلغ مساحة الهضبة 3.19كم، ويبلغ اقصي طول لها من الغرب للشرق 2685م , وأقصي عرض لها من الجنوب للشمال 2055م , ويحدها من الشمال الغربي طريق القاهرة , الفيوم الصحراوي، ومن الجنوب الغربي السور الذي يطلق عليه «حيط الغراب» اما من الشرق والشمال الشرقي فيحدها السهل الفيضي لنهر النيل.

## المناخ
تتميز هضبة الجيزة بمناخها الصحراوي، تتبع مناخ إقليم مصر الوسطي، المميز بشدة الحرارة في الصيف وبأعتدالها في الشتاء، وتتميز الهضبة بشكل عام بندرة سقوط الأمطار، أما قديماً فيبدو أن مناخاً مختلفاً كان يسود الهضبة.

## طبقات الهضبة
تضم طبقات من الحجر الجيري وتعتبر جزء من تكوين هضبة المقطم التي ترجع لأكثر من 50 مليون سنة (في الفترة التي تعرف بعصر الإيوسين)خلال عصر الأسرة الرابعة (2649 - 2513 ق.م).

## المجموعات الهرمية

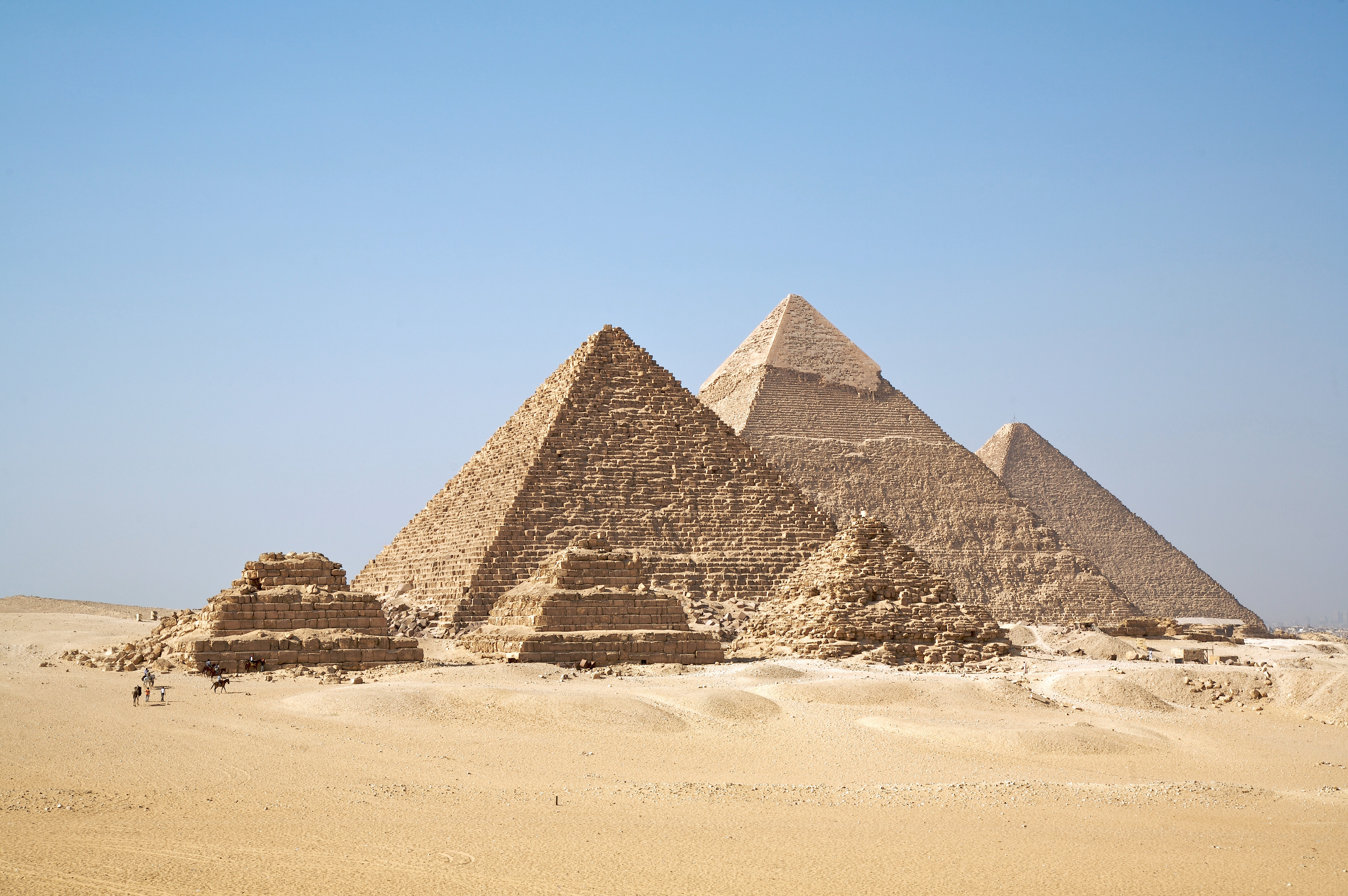
أهرامات الجيزة

شيدت على هذه الهضبة ثلاث مجموعات هرمية لخوفو ، خفرع ومنقرع ، ذلك عندما شيد الملك خوفو (2551 ق.م) مؤسس الأسرة الرابعة . هرمه الأكبر الذي يعد واحد من عجائب الدنيا السبع. وأكبر هرم من مجموع أهرامات مصر التي أكتشفت أعمال التنقيب الأخيرة أنها بلغت 108 أهرامات . الهرم الأكبر للملك خوفو سمى باخت خوفو، أو أفق خوفو وإلى الشرق منه يوجد أربعة أهرامات صغيرة  من الحجارة (يبلغ ارتفاعها 20 مترًا) تمثل أهرامات الملكات ومقابر زوجات وشقيقات خوفو:
- الأول (للملكة حتب حرس) أم الملك خوفو.
- الثاني خاص بالملكة (ميرت آيت اس).
- الثالث للملكة (حنوت سن) والذي له مقصورة جهة الشرق تحولت إلى معبد خلال الأسرة 26 كرمز لعبادة الألهة إيزيس .
- الهرم الرابع الذي أكتشف حديثاً في الركن (جنوب شرق) الهرم الأكبر فهو الهرم الشعائري الذي خصص لعقيدة الملك وفي الجهة الشرقية للهرم الأكبر، يوجد جبانة ضخمة خصصت لمقابر أفراد الأسرة الملكية . كما يوجد في الجهة الغربية أيضاً جبانة مماثلة خصصت لدفن كبار رجال الدولة .

## تطوير الهضبة
تعتمد فكرة مشروع التطوير على التدخل المحدود في المنطقة والحفاظ على قيمة هضبة الجيزة، واسترجاع الصورة التاريخية باعتبارها أحد المعالم الهامة، ليس فقط محلياً بل على المستوى العالمى، ولتعامل مع الموقع التراثى ككيان واحد، وتحويل المنطقة بالحرم الأثرى «هضبة أهرامات الجيزة» إلى متحف مفتوح، مع ربط عناصر المشروع المختلفة عن طريق شبكة مسارات الحركة ومسار أتوبيس كهربائى.